# Manoir du Pont-Senot
Le manoir du Pont-Senot est un édifice datant du XVe siècle situé à Noron-la-Poterie, en France.

## Localisation
Le monument est situé dans le département français du Calvados, entre le bourg de Noron-la-Poterie et l'église Saint-Germain, au bord de la Drôme.

## Architecture
Les façades et les toitures sont inscrites au titre des monuments historiques depuis le 15 juin 1927.

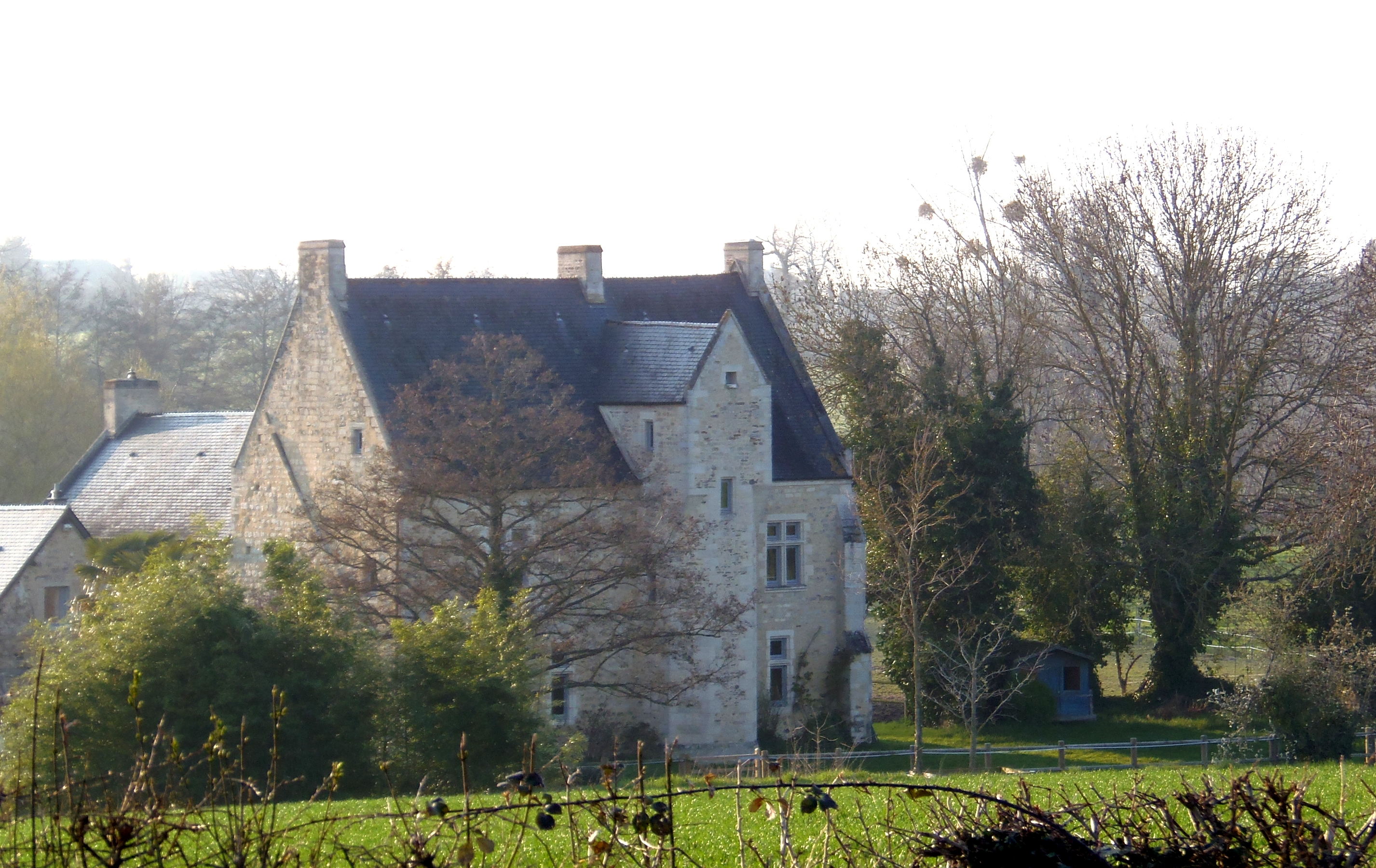
Vue du sud-est.